# Озёрное (Онгудайский район)
Озёрное (алт. Буландык) — село в Онгудайском районе Республики Алтай России. Входит в Теньгинское сельское поселение.

## География
Расположено в горно-степной зоне центральной части Республики Алтай и находится у рек Теньга и Верхний Булундык.
Уличная сеть состоит из пяти географических объектов: ул. Гаражная, ул. Заречная, ул. Нагорная, ул. Новая, ул. Центральная.
Абсолютная высота 1083 метров выше уровня моря.
К северу расположено озеро Теньгинское.

## Население
| 2010 | 2011 | 2012 | 2013 | 2014 | 2015 |
| ---- | ---- | ---- | ---- | ---- | ---- |
| 258  | ↘257 | →257 | ↗260 | ↗261 | ↘252 |
| 2016 |      |      |      |      |      |
| ↗261 |      |      |      |      |      |

Национальный состав
Согласно результатам переписи 2002 года, в национальной структуре населения алтайцы составляли 76 % от общей численности населения в 304 жителей

## Инфраструктура
Личное подсобное хозяйство. Животноводство.

## Транспорт
Конечный пункт региональной автодороги «Теньга — Озерное» (идентификационный номер 84К-99) (Постановление Правительства Республики Алтай от 12.04.2018 N 107 «Об утверждении Перечня автомобильных дорог общего пользования регионального значения Республики Алтай и признании утратившими силу некоторых постановлений Правительства Республики Алтай»).